# Shilhak-Inshushinak I
Šilḫak-Inšušinak I (Sjilchak-Insjoesjinak) (ca. 1150 v.Chr. -1120 v.Chr.) was koning van Elam.
Hij volgde zijn broer Kutir-Nahhunte III op en was een zoon van Šutruk-naḫḫunte I in een bloeitijd van Elam. Zijn echtgenote en tevens zijn zuster was Nahhunte-Utu, die waarschijnlijk ook de vrouw van zijn voorganger geweest was. Het is mogelijk dat zijn huwelijk met haar zijn aanspraken op de troon van Elam verstevigde.
Šilḫak-Inšušinak is vooral bekend door zijn bouwactiviteiten in de stad Susa. Er zijn veel inscripties van hem bewaard gebleven. Een daarvan is bijzonder en van historisch belang omdat er een lijst op voorkomt van eerder aan de bouw van de tempel van de godheid Inšušinak gewerkt hadden. Er zijn in Susa ook resten gevonden van een betegelde façade, waar figuren ingemodelleerd waren en die door hem gebouwd was. Zijn bouwactiviteiten zijn ook uit andere steden bekend, zoals
(Anšan en Tshoga Pahn). Ook in Tappeh Bormi dat destijds waarschijnlijk de Elamitische stad Huhnuri was, zijn er aanwijzingen van zijn bouwactiviteiten.
Er is ook een inscriptie die een kopie is van een veel eerdere heerser, de sukkalmah Kuk-kirmaš (ca. 1950 v.Chr.). Resten van diens oorspronkelijke inscriptie zijn ook gevonden, zodat de echtheid ervan bevestigd kan worden. In de inscriptie stelt Kuk-kirmaš dat hij de tempel van Inšušinak -die ook in zijn tijd al een oudheid was- niet verstoord heeft, maar slechts de tempelwijk hersteld heeft met een bakstenen constructie. Deze inscriptie is in  Sumerisch/Akkadisch, maar Šilḫak-Inšušinak vervolgt in Elamitisch dat hij de inmiddels vervallen bakstenen constructie en de inscriptie van zijn voorganger hersteld had.

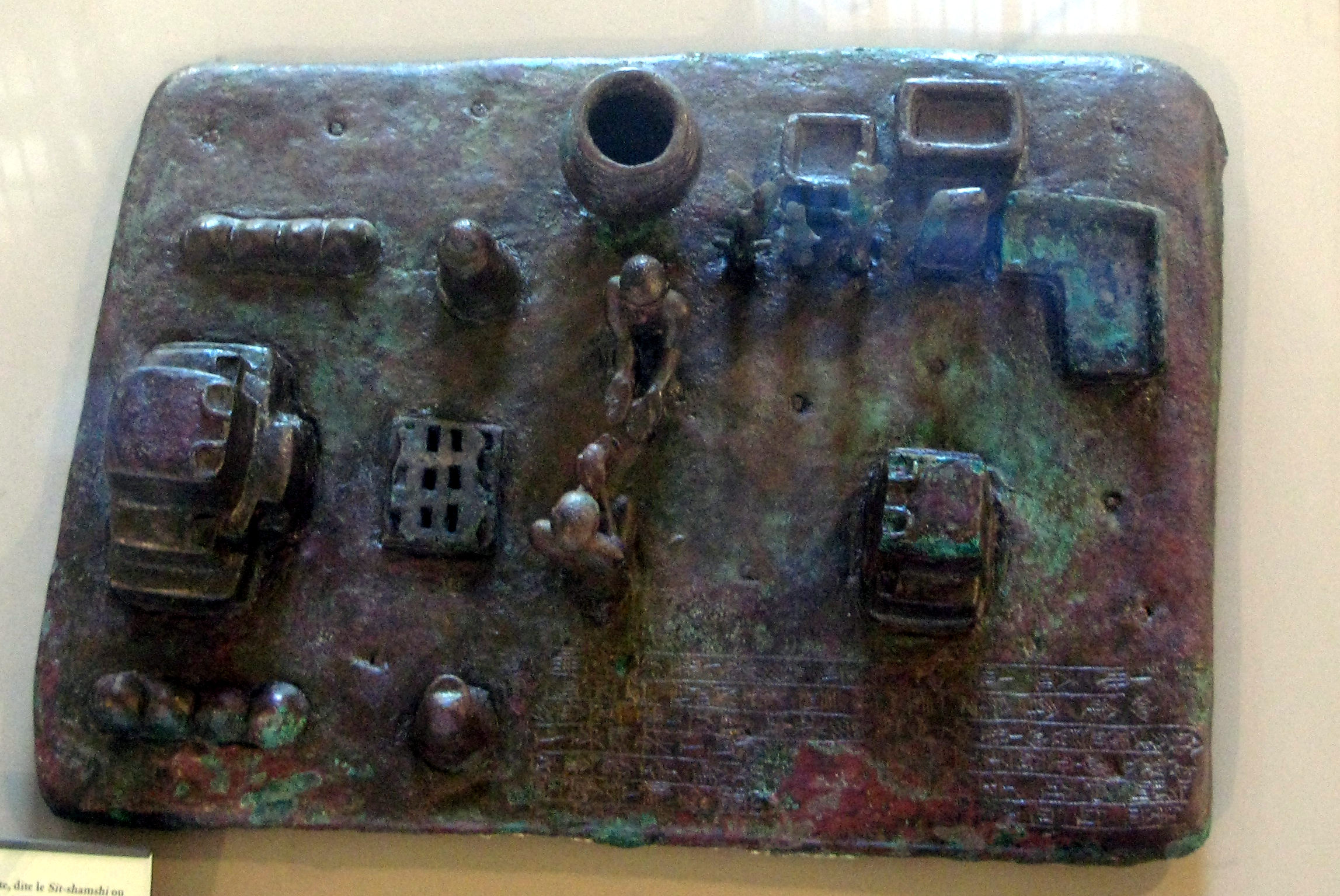
De sit-šamši

Verder is er een sit-šamši (letterlijk: bronzen zonsopgang), een soort driedimenionale weergave van een ritueel in brons, waarvan de koning zelf zegt:

Ik, Šilḫak-Inšušinak, zoon van Šutruk-naḫḫunte, geliefd dienaar van Inšušinak, koning van Anzan en Susa, vergroter van mijn koninkrijk, beschermer van Elam, soeverein vorst van het land van Elam, ik heb een sit-šamši vervaardigd ..

Hoewel uniek in zijn soort in het oude Midden-Oosten is de precieze religieuze betekenis ervan niet bekend.
Een aantal teksten gewagen van veldtochten. Hij schijnt Babylonië binnengevallen te zijn, waar na de val van de Kassieten van Karduniaš een machtsvacuüm heerste. Šilḫak-Inšušinak reorganiseerde ook zijn rijk. Er is een tekst die vermeldt dat het rijk voortaan in 22 provincies ingedeeld was. Er wordt ook vermeld dat er negentien husa's zijn in het rijk, heiligdommen omgeven door een heilige gaarde.